# Schizodon nasutus
Schizodon nasutus és una espècie de peix de la família dels anostòmids i de l'ordre dels caraciformes.

## Morfologia
- Els mascles poden assolir 40,2 cm de llargària total i 629 g de pes.[4][5]

## Hàbitat
Viu en zones de clima tropical.

## Distribució geogràfica
Es troba a Sud-amèrica: conques dels rius Paranà, Paraguai i Uruguai.